# Kyriakos Kivrakidīs
Kyriakos Kivrakidīs (in greco Κυριάκος Κιβρακίδης?; Berlino, 21 luglio 1992) è un calciatore greco, difensore dell'Īraklīs.

## Carriera
Ha giocato nella prima divisione greca.